# Jonas Omlin
Jonas Omlin (Sarnen, 10 de janeiro de 1994) é um futebolista suíço que atua como goleiro. Atualmente defende o Borussia Mönchengladbach e a Seleção Suíça de Futebol.

## Carreira
Jonas Omlin iniciou sua carreira nas categorias de base do FC Luzern. Passou um breve período no SC Kriens e outro no FC Le Mont SL, por empréstimo, retornando ao FC Luzern em 2016. Em 2018 transferiu-se para o FC Basel.
Sua primeira convocação para a Seleção Suíça aconteceu em 2018, para partidas válidas pela Liga das Nações da UEFA, porém sua estreia oficial ainda não aconteceu.